# Гранач, Робин
Ро́бин Гра́нач (чеш. Robin Hranáč; род. 29 января 2000, Пльзень) — чешский футболист, защитник клуба «Хоффенхайм» и сборной Чехии. Участник чемпионата Европы 2024.

## Клубная карьера
Гранач — воспитанник пльзеньской «Виктории». 21 апреля 2021 года в матче против «Теплице» он дебютировал в Первой лиге. Летом того же года Гранач на правах аренды перешёл в словацкий «Липтовски-Миколаш». 24 июля в матче против столичного «Слована» он дебютировал в Фортуна лиге. 18 сентября в поединке против «Похронье» Робин забил свой первый гол за «Липтовски-Миколаш». В начале 2022 года Гранач на правах аренды присоединился к «Пардубице». 22 февраля в матче против «Словацко» он дебютировал за новый клуб. 30 апреля 2023 года в поединке против «Динамо Ческе-Будеёвице» Робин забил свой первый гол за «Пардубице». По окончании аренды игрок вернулся в «Викторию». 24 сентября в поединке против «Пардубице» Робин забил свой первый гол за клуб. 

## Международная карьера
В 2023 году Гранач в составе молодёжной сборной Чехии принял участие в молодёжном чемпионате Европы в Румынии и Грузии. На турнире он сыграл в матчах против команд Англии, Германии и Израиля. 
26 марта 2024 года в товарищеском матче против сборной Армении дебютировал за главную сборную страны, отыграв весь матч. Чехия одержала победу со счётом 2:1.

## Статистика выступлений за сборную
| Матчи за сборную Чехии | Матчи за сборную Чехии | Матчи за сборную Чехии | Матчи за сборную Чехии | Матчи за сборную Чехии | Матчи за сборную Чехии    | Матчи за сборную Чехии |
| ---------------------- | ---------------------- | ---------------------- | ---------------------- | ---------------------- | ------------------------- | ---------------------- |
| №                      | Дата                   | Оппонент               | Счёт                   | Голы                   | Соревнование              |                        |
| 1                      | 26 марта 2024          | Армения                | 2:1                    | -                      | Товарищеский матч         |                        |
| 2                      | 7 июня 2024            | Мальта                 | 7:1                    | -                      | Товарищеский матч         |                        |
| 3                      | 10 июня 2024           | Северная Македония     | 2:1                    | -                      | Товарищеский матч         |                        |
| 4                      | 18 июня 2024           | Португалия             | 1:2                    | -                      | ЧЕ-2024. Групповая стадия |                        |
| 5                      | 22 июня 2024           | Грузия                 | 1:1                    | -                      | ЧЕ-2024. Групповая стадия |                        |
| 6                      | 26 июня 2024           | Турция                 | 1:2                    | -                      | ЧЕ-2024. Групповая стадия |                        |
| 7                      | 7 сентября 2024        | Грузия                 | 1:4                    | -                      | Лига наций 2024/25        |                        |